# Vicariato apostólico de Tabuk
El vicariato apostólico de Tabuk (en latín: Vicariatus Apostolicus Tabukensis, en inglés: Apostolic Vicariate of Tabuk y en tagalo: Apostoliko Bikaryato ng Tabuk) es una circunscripción eclesiástica de la Iglesia católica en Filipinas. Se trata de un vicariato apostólico latino, inmediatamente sujeto a la Santa Sede, aunque agregado a la provincia eclesiástica de Tuguegarao. Desde el 8 de diciembre de 2024 es Sede vacante.

## Territorio y organización

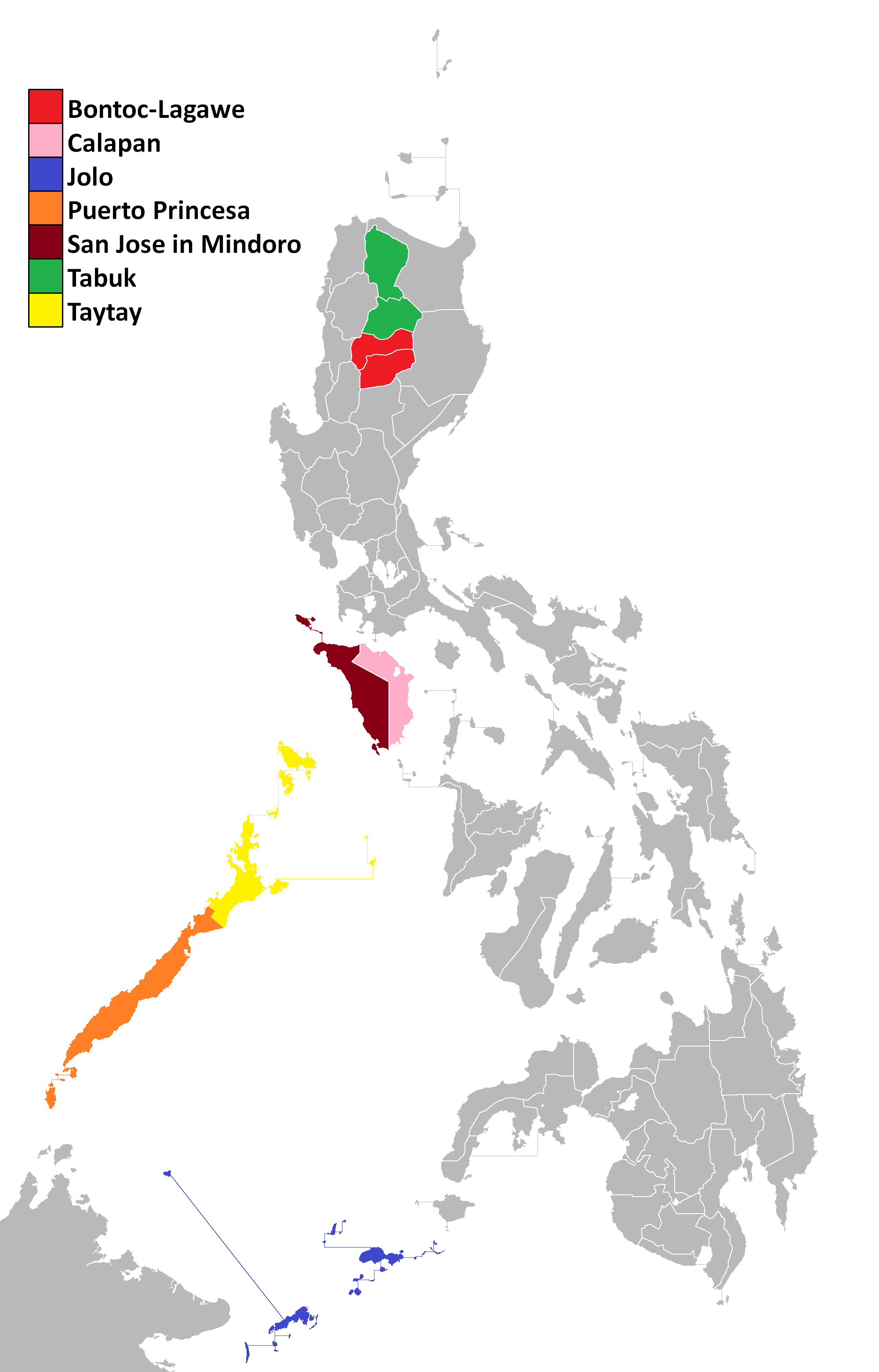
Vicariatos apostólicos de Filipinas, en color verde Tabuk

El vicariato apostólico tiene 6471 km² y extiende su jurisdicción sobre los fieles católicos de rito latino residentes en la región Administrativa de La Cordillera en las provincias de Calinga y Apayao. 
La sede del vicariato apostólico se encuentra en la ciudad de Tabuk, en donde se halla la Catedral de San Guillermo.
En 2020 en el vicariato apostólico existían 21 parroquias.

## Historia
El vicariato apostólico fue erigido el 6 de julio de 1992 con la bula Philippinarum Insularum del papa Juan Pablo II, obteniendo el territorio del vicariato apostólico de las Provincias de las Montañas (hoy la diócesis de Baguió).

## Estadísticas
De acuerdo al Anuario Pontificio 2021 el vicariato apostólico tenía a fines de 2020 un total de 341 038 fieles bautizados.
| Año                                                                             | Población            | Población | Población      | Sacerdotes | Sacerdotes    | Sacerdotes    | Bautizados por sacerdote | Diáconos permanentes | Religiosos | Religiosos | Parroquias |
| Año                                                                             | Bautizados católicos | Total     | % de católicos | Total      | Clero secular | Clero regular | Bautizados por sacerdote | Diáconos permanentes | Varones    | Mujeres    | Parroquias |
| ------------------------------------------------------------------------------- | -------------------- | --------- | -------------- | ---------- | ------------- | ------------- | ------------------------ | -------------------- | ---------- | ---------- | ---------- |
| 1999                                                                            | 173 407              | 237 805   | 72.9           | 24         | 8             | 16            | 7225                     |                      | 16         | 23         | 16         |
| 2000                                                                            | 177 749              | 237 805   | 74.7           | 24         | 7             | 17            | 7406                     |                      | 17         | 25         | 15         |
| 2001                                                                            | 181 553              | 237 805   | 76.3           | 26         | 6             | 20            | 6982                     |                      | 20         | 25         | 16         |
| 2002                                                                            | 184 000              | 240 000   | 76.7           | 25         | 7             | 18            | 7360                     |                      | 18         | 25         | 16         |
| 2003                                                                            | 185 890              | 246 479   | 75.4           | 26         | 11            | 15            | 7149                     |                      | 15         | 21         | 18         |
| 2004                                                                            | 181 374              | 271 152   | 66.9           | 26         | 10            | 16            | 6975                     |                      | 16         | 22         | 18         |
| 2010                                                                            | 199 439              | 292 000   | 68.3           | 26         | 15            | 11            | 7670                     |                      | 11         | 20         | 20         |
| 2014                                                                            | 232 000              | 314 000   | 73.9           | 25         | 17            | 8             | 9280                     |                      | 19         | 23         | 20         |
| 2017                                                                            | 323 000              | 430 500   | 75.0           | 31         | 22            | 9             | 10 419                   |                      | 9          | 24         | 21         |
| 2020                                                                            | 341 038              | 449 813   | 75.8           | 32         | 20            | 12            | 10 657                   |                      | 12         | 25         | 21         |
| Fuente: Catholic-Hierarchy, que a su vez toma los datos del Anuario Pontificio. |                      |           |                |            |               |               |                          |                      |            |            |            |

## Episcopologio
- Carlito Joaquin Cenzon, C.I.C.M. † (6 de julio de 1992-25 de enero de 2002 nombrado vicario apostólico de Baguió)
- Prudencio Padilla Andaya, C.I.C.M., (16 de abril de 2003-8 de diciembre de 2024 nombrado obispo de Cabanatúan)
  - Sede vacante, desde 2024